# Лянцкоронский, Веспасиан
Веспасиан Лянцкоронский (ок. 1612—1677, Львов) — католический церковный и государственный деятель, иезуит и ксендз, секретарь королевский (1645), каноник и кустош сандомирский (1659), епископ каменецкий (1670—1677).

## Биография
Представитель польского магнатского рода Лянцкоронских герба «Задора». Сын каштеляна сондецкого и старосты малогощского Самуила Лянцкоронского (ум. 1638) и Софии Фирлей (ум. 1645).
С 1628 года он учился в иезуитском университете в Вюрцбурге. В 1630 году Веспасиан Лянцкоронский стал новициатом иезуитов в немецком городе Трир. В 1641 году он стал профессором библейской экзегетики в иезуитском университете в Кракове.
В 1642 году Веспасин Лянцкоронский уволился из ордена иезуитов и стал епархиальным священником. В 1645 году стал королевским секретарем. В 1647 году он находился в Падуе. В 1659 году стал каноником и кустошем (куратором) сандомирским. В том же самом году польский король Ян II Казимир Ваза назначил его своим резидентом в Вене, откуда передавал отчеты королю и распространял польскую газету Merkuriusz Polski Ordynaryjny.
В 1670 году Веспасиан Лянцкоронский получил сан епископа каменецкого. В 1672 году он участвовал в военном совете во время обороны Каменца-Подольского от турецкой армии, хотя формально в его состав не входил.
В 1674 году епископ каменецкий Веспасиан Лянцкоронский был избран послом (депутатом) от Подольского воеводства на сейм, где поддержал кандидатуру Яна Собеского на польский престол.